# Leucobasis candicans
Leucobasis candicans – gatunek ważki z rodziny łątkowatych (Coenagrionidae); jedyny przedstawiciel rodzaju Leucobasis. Występuje w północnej Ameryce Południowej; stwierdzony na nizinach Wenezueli, północnej Brazylii i wschodniej Kolumbii.